# Aristide Briand
Aristide Briand (Nantes, 28 maart 1862 - Parijs, 7 maart 1932) was een Frans staatsman. Hij was een van de bepalende figuren in de Franse politiek in het eerste derde van de twintigste eeuw. Hij leidde tien kabinetten en was in vijftien kabinetten minister van Buitenlandse Zaken. Hij ontving In 1926 de Nobelprijs voor de Vrede.

## Leven en carrière
Briand was de zoon van Pierre-Guillaume Briand, een welgestelde horecauitbater, Madeleine Bouchaud. Hij liep school in Saint-Nazaire en Nantes en ging daarna rechten studeren aan de Sorbonne. Hij begon aan een advocatenpraktijk en had tussen 1900 en 1909 een praktijk in Pontoise. Hij verdedigde de werknemers van de horlogefabriek Crettiez de Cluses tijdens een geruchtmakend proces. Toch gaf hij de voorkeur aan de journalistiek. Hij schreef voor de anarchistische krant Le Peuple en leidde later verschillende kranten (La Lanterne, Petite Republique, L'Humanité). Al snel ging hij zich met politiek bezighouden. Hij zetelde tussen 1888 en 1889 in de gemeenteraad van Saint-Nazaire en vanaf 1894 was hij een van de leiders van de Franse Socialistische Partij.
Aristide Briand werd in 1893 voor het eerst gekozen in de Kamer van afgevaardigden, waar hij met Jean Jaurès, Alexandre Millerand en René Viviani een socialistische fractie vormde. Hij was sinds 1902 onafgebroken parlementslid. Grote bekendheid verwierf hij met zijn bijdrage aan de Wet op de scheiding van kerk en staat (1905). Daarbij bestreed hij vooral de scholen van de Rooms-Katholieke Kerk. In 1906 werd hij uitgenodigd minister van Onderwijs en Erediensten te worden in de regering-Sarrien en vervolgens in de regering-Clemenceau I. Die regering werd door de socialistische partij SFIO gedoogd, maar het ministerschap was sinds het Amsterdamse Congres (1904) van de Tweede Internationale uitdrukkelijk verboden. Na felle discussies brak hij in 1906 met de SFIO; hij beschouwde zich daarna als "republikeins socialist" en nam een positie in tussen links en rechts in de Franse politiek. 
Tussen 1909-1911, in 1913, 1915-1917, 1921-1922, 1925-1926 en in 1929 was hij minister-president van Frankrijk (zie: Regeringen-Briand). Als tegenstander van de oorlog leidde hij het Franse kabinet tussen oktober 1915 en maart 1917. Hij drukte tegen de wil van de generale staf het plan door om via Griekenland een militair offensief te starten tegen het Ottomaanse Rijk, Bulgarije en Oostenrijk-Hongarije. Hij was ook bepalend bij het aansluiten van Italië bij de geallieerden.
In de periode 1921/1922 en 1925-1932 leidde hij bovendien het ministerie van Buitenlandse Zaken, waar hij de politiek van de Frans-Duitse toenadering vormgaf. Hij verzette zich tegen de revanchistische vredesvoorwaarden opgelegd aan Duitsland en tegen de bezetting van het Ruhrgebied door Frankrijk om Duitse herstelbetalingen af te dwingen.
In 1926 kreeg Briand de Nobelprijs voor de Vrede voor zijn inspanningen voor het totstandkomen van  Verdrag van Locarno in 1925, samen met de Duitse minister van Buitenlandse Zaken Gustav Stresemann.  In 1928 kwam het Briand-Kellogg Pact tot stand waarin oorlog binnen het internationaal recht onrechtmatig verklaard werd. Op 1 januari 1929 gaf Aristide Briand in Genève zijn presentatie over het eerste officiële, gezamenlijke project tussen verschillende Europese landen. In 1930 werkte hij dit uit tot een memorandum voor de oprichting van een Europese Unie dat hij voorlegde aan de Volkenbond. Maar toen hij in 1932 niet opnieuw werd aangesteld als minister van Buitenlandse Zaken stierf dit voorstel een stille dood.

## Beoordeling
Briand was geen studax. Hij was een begenadigd spreker en geloofde sterk in persoonlijke diplomatie waarbij hij zijn tegenstrever probeerde te overtuigen. Hij stond open voor innovatieve oplossingen. Als politicus stond hij los van politieke partijen. Toch slaagde hij er bij herhaling in belangrijke ministeriële functies te verwerven, met name op Buitenlandse Zaken. Hier was zijn invloed groot, vooral in periode 1925-1930.
Tegenwoordig wordt Aristide Briand gezien als een van de eerste politici die naar een gezamenlijk Europa streefden.
1901: Dunant, Passy ·
1902: Ducommun, Gobat ·
1903: Cremer ·
1904: Institut de Droit International ·
1905: Von Suttner ·
1906: Roosevelt ·
1907: Moneta, Renault ·
1908: Arnoldson, Bajer ·
1909: Beernaert, Balluet d'Estournelles de Constant ·
1910: IPB ·
1911: Asser, Fried ·
1912: Root ·
1913: La Fontaine ·
1917: ICRC ·
1919: Wilson ·
1920: Bourgeois ·
1921: Branting, Lange ·
1922: Nansen ·
1925: Chamberlain, Dawes ·
1926: Briand, Stresemann ·
1927: Buisson, Quidde ·
1929: Kellogg ·
1930: Söderblom ·
1931: Addams, Butler ·
1933: Angell ·
1934: Henderson ·
1935: Von Ossietzky ·
1936: Lamas ·
1937: Cecil ·
1938: Office international Nansen pour les réfugiés ·
1944: ICRC ·
1945: Hull ·
1946: Balch, Mott ·
1947: Friends Service Council, American Friends Service Committee ·
1949: Orr ·
1950: Bunche ·
1951: Jouhaux ·
1952: Schweitzer ·
1953: Marshall ·
1954: Hoog Commissariaat voor de Vluchtelingen (UNHCR) ·
1957: Pearson ·
1958: Pire ·
1959: Noel-Baker ·
1960: Luthuli ·
1961: Hammarskjöld ·
1962: Pauling ·
1963: ICRC, IFRC ·
1964: King ·
1965: UNICEF ·
1968: Cassin ·
1969: Internationale Arbeidsorganisatie ·
1970: Borlaug ·
1971: Brandt ·
1973: Kissinger, Lê Đức Thọ ·
1974: MacBride, Satō ·
1975: Sacharov ·
1976: Williams, Corrigan ·
1977: Amnesty International ·
1978: Sadat, Begin ·
1979: Moeder Teresa ·
1980: Esquivel ·
1981: Hoog Commissariaat voor de Vluchtelingen (UNHCR) ·
1982: Myrdal, Robles ·
1983: Wałęsa ·
1984: Tutu ·
1985: IPPNW ·
1986: Wiesel ·
1987: Arias ·
1988: VN-vredesmacht ·
1989: Gyatso ·
1990: Gorbatsjov ·
1991: Suu Kyi ·
1992: Menchú ·
1993: Mandela, De Klerk ·
1994: Arafat, Peres, Rabin ·
1995: Rotblat, Pugwash Conferences on Science and World Affairs ·
1996: Ximenes Belo, Ramos-Horta ·
1997: ICBL, Williams ·
1998: Hume, Trimble ·
1999: AzG ·
2000: Dae-jung ·
2001: VN, Annan ·
2002: Carter ·
2003: Ebadi ·
2004: Maathai ·
2005: IAEA, El-Baradei ·
2006: Grameen Bank, Yunus ·
2007: Gore, IPCC ·
2008: Ahtisaari ·
2009: Obama ·
2010: Liu ·
2011: Johnson Sirleaf, Gbowee, Karman ·
2012: Europese Unie ·
2013: OPCW ·
2014: Satyarthi, Yousafzai ·
2015: Kwartet voor Nationale Dialoog in Tunesië ·
2016: Santos ·
2017: ICAN ·
2018: Mukwege, Murad Basee ·
2019: Ahmed ·
2020: Wereldvoedselprogramma ·
2021: Ressa, Moeratov ·
2022: Bjaljazki, Memorial, Centrum voor Burgerlijke Vrijheden ·
2023: Mohammadi ·
2024: Nihon Hidankyo
- Bibsys: 2078479
- Biblioteca Nacional de España: XX1212253
- Bibliothèque nationale de France: cb12178868t (data)
- Catàleg d'autoritats de noms i títols de Catalunya: 981058509096206706
- CiNii: DA06137223
- Gemeinsame Normdatei: 118674056
- International Standard Name Identifier: 0000 0000 8343 4795
- Library of Congress Control Number: n50041434
- Nationale Bibliotheek van Letland: 000263701
- Bibliotheek van het Japanse parlement: 001104926
- Nationale Bibliotheek van Tsjechië: skuk0000165
- Nationale bibliotheek van Australië: 35728360
- Nationale Bibliotheek van Israël: 987007274131705171
- Nationale Bibliotheek van Polen: a0000001212779
- Nationale en Universitaire bibliotheek Zagreb: 000050392
- Nederlandse Thesaurus van Auteursnamen: 070347069
- Istituto Centrale per il Catalogo Unico: DDSV079105
- LIBRIS: 180016
- SNAC: w6kh1rhg
- Système universitaire de documentation: 030356733
- Trove: 1060679
- Virtual International Authority File: 49268606
- WorldCat: E39PBJrRgPJxMrwwFphvcdk4bd